# Zoran Živković
Zoran "Toeta" Živković (Servisch: Зоран "Тута" Живковић) (Niš, 5 april 1945) is een voormalig Servisch handballer. Hij speelde 82 wedstrijden als doelman voor de Joegoslavische nationale handbalploeg.
Op de Olympische Spelen van 1972 in München won hij de gouden medaille met Joegoslavië, nadat men in de finale Tsjecho-Slowakije had verslagen.
Na zijn spelerscarrière werd Živković een succesvol handbaltrainer. Hij werd onder ander bondscoach van de Joegoslavische nationale ploeg. Joegoslavië won een gouden medaille op de Olympische Spelen 1984 in Los Angeles, werd wereldkampioen in 1986 en won een bronzen medaille op het Europees kampioenschap in 1996. In 2001 behaalde hij met de Egyptische nationale ploeg de halve finale van het wereldkampioenschap. Daarna werd hij nog trainer van de Tunesische nationale ploeg.
Abaz Arslanagić · Čedomir Bugarski · Petar Fajfrić · Hrvoje Horvat · Milorad Karalić · Đorđe Lavrnić · Milan Lazarević · Zdravko Miljak · Slobodan Mišković · Branislav Pokrajac · Nebojša Popović · Miroslav Pribanić · Dobrivoje Selec · Albin Vidović · Zoran Živković · Zdenko Zorko